# Ferrosur
Ferrosur, también llamada como Ferrocarril del Sureste, es una empresa concesionada desde el 29 de junio de 1998 por el gobierno federal para brindar el servicio de transporte de carga en la región sureste de México. Esto incluye la línea entre la Ciudad de México y el puerto más transitado del Golfo de México en Veracruz. Grupo México es propietario de la empresa desde 2005; hay planes largamente postergados para fusionarlo con Ferromex.

## Historia

### Reforma

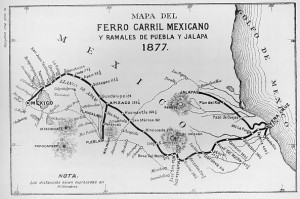
Mapa ferroviario de México en 1877

Fue en los años del México Independiente, poco después de que en Inglaterra se inaugurara el primer tren de pasajeros en 1830, que se hace el intento por establecer en México una línea ferroviaria. Por decreto del Gral. Anastasio Bustamante fue otorgado a Francisco de Arrillaga en 1837 el privilegio exclusivo para establecer y explotar por un periodo de 30 años un “Camino de Hierro” que correría desde la Ciudad de México hasta el puerto de Veracruz.
Este decreto establecía un plazo 12 años para concluir la obra, y dado que en dicho periodo no se realizó ningún trabajo, fue declarado inválido. Sin embargo el interés en comunicar la Capital con el puerto continuaba.
Cinco años después, en 1842, Antonio López de Santa Anna por decreto impuso la obligación de construir un ferrocarril de Veracruz hasta el Río San Juan a la Comisión de Acreedores del Camino de Perote a Veracruz. Las obras iniciaron, pero debido a la inestabilidad política, los golpes de estado y la intervención estadounidense, el avance fue muy lento y en un periodo de 7 años solo se construyeron 7 kilómetros. Hacia 1848 se reinician las obras y el 16 de septiembre de 1850 entre Veracruz y Molino corre el primer convoy ferroviario en el territorio nacional.
Antes de dejar el poder en 1855 Santa Anna otorga una concesión a favor de los hermanos Miguel y Leandro Mosso, quienes en sociedad con Manuel Payno y José Antonio Suárez, inician la construcción del ferrocarril entre Río San Juan y Acapulco (pasando por la Ciudad de México). Ellos inician las obras en 1856 y el 4 de julio de 1857 es inaugurado por el presidente Ignacio Comonfort el tramo de 5 km entre Tlatelolco a Villa de Guadalupe.
Poco después, debido a los altos costos de la construcción, se suspenden las obras y los hermanos Mosso venden la concesión a los hermanos Manuel y Antonio Escandón, quienes a su vez adquieren del Gobierno el tramo de Veracruz a Río San Juan.

### El Imperio
En 1863, Maximiliano de Habsburgo contrata la construcción de la línea entre La Soledad y el Monte del Chiquihuite al Ing. M. Lyons.
El 19 de septiembre de 1864, se constituye la Compañía Limitada del Ferrocarril Imperial Mexicano en Londres a la que en 1864, Antonio Escandón traspasó la concesión dada por Juárez con la aprobación del Emperador Maximiliano.
Durante el imperio de Maximiliano, iniciaron las obras en Maltrata, al mismo tiempo que los trabajos en los tramos de Río San Juan-Veracruz (ya con 16 km hasta Tejería) y México-La Villa (5 km) continuaban avanzando.  A la caída del emperador en junio de 1867, ya se tenían construidos 76 km hasta Paso del Macho en Veracruz (tramo que fue parte de la concesión otorgada a Lyons) y el tramo de México llegaba hasta Apizaco con 139 km.

### El auge
Durante el Gobierno del presidente Benito Juárez se inauguró en 1869 el tramo México-Apizaco y el ramal Apizaco-Puebla quedando así unidas vía férrea la Capital del país y la ciudad de Puebla.

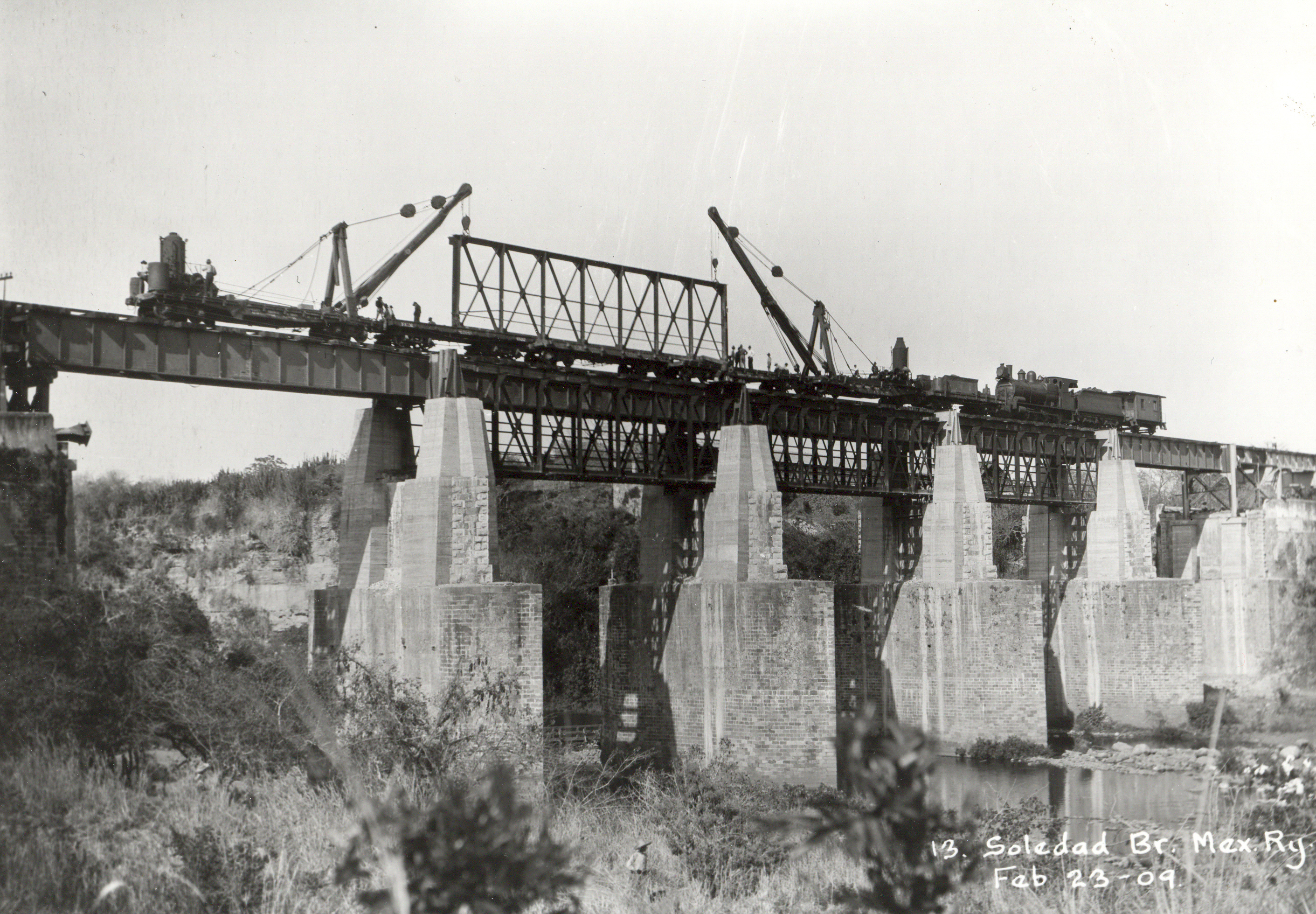
Construcción de puente en La Soledad, Veracruz.

Los trabajos continuaron desde los extremos tanto de Apizaco como de Paso del Macho y poco a poco se fueron abriendo los tramos Paso del Macho-Atoyac en 1870, Atoyac-Fortín en diciembre de 1871 y Fortín-Orizaba en septiembre de 1872 para que finalmente el 1.º de enero de 1873 fuera oficialmente inaugurada con 470,7 km la línea México-Veracruz por el presidente Sebastián Lerdo de Tejada.
La línea México-Veracruz se construyeron 10 viaductos, 148 puentes y 358 alcantarillas. En sus inicios contó con 30 estaciones y operaba con 26 locomotoras, 36 coches de pasajeros y 341 carros para el transporte de mercancía.
En el año de 1873 después de la inauguración de la línea México-Veracruz, nuestro país contaba con 527 km y para el fin del mandato del presidente Lerdo de Tejada en 1876 eran 630 km.
A finales de ese mismo año asumió la presidencia Porfirio Díaz, quien dio un gran impulso a la construcción de líneas férreas por todo el país, dando preferencia a los inversionistas nacionales y gobiernos estatales sobre los extranjeros.
Al término del primer periodo del General Díaz, México ya contaba con 1,079.5 km de líneas ferroviarias, y para el final de su segundo mandato en 1910, ya eran 24,719.5 km.

### Época moderna
En los años posteriores a la Revolución, el sistema ferroviario poco a poco fue siendo nacionalizado.
En 1946, el Gobierno del Manuel Ávila Camacho compró el ferrocarril mexicano al consorcio inglés el cual fue manejado como una empresa descentralizada del Gobierno Federal hasta el 19 de diciembre de 1960 cuando por decreto presidencial fue fusionado a Ferrocarriles Nacionales de México (F.N.M.) siendo conocido desde entonces como División “El Mexicano”.
Durante el Gobierno de Ernesto Zedillo, inicia la reorganización y privatización de F.N.M., permitiendo la participación de empresas privadas en la actividad ferroviaria.
El 29 de junio de 1998 a través de licitación pública, la Secretaría de Comunicaciones y Transportes (SCT) otorgó a Ferrocarril del Sureste, S.A. de C.V. el título de concesión por 50 años para operar, explotar y prestar el servicio de transporte ferroviario en la vía Troncal del Sureste de México. Dando inicio a las operaciones el 18 de diciembre de ese mismo año.
Hacia finales de 1999, el ingeniero Carlos Slim adquiere los derechos de dicha concesión dando lugar a la creación de Ferrosur, la cual se fusiona con Ferrocarril del Sureste.  En noviembre de 2005, Grupo México obtiene el 75% de la participación accionaria de Ferrosur.

### Etapa contemporánea
Ferrosur realiza inversiones en todas sus áreas. 
Por ejemplo 
la rehabilitación de los tramos críticos y de más densidad de tráfico, así como en 
los programas de conservación para mantener la infraestructura ferroviaria en óptimas condiciones. 
También fueron sustituidos los “Cabuses” por accesorios de fin de tren, 
se instalaron lubricadores para reducir el desgaste entre el riel y las ruedas de los equipos, 
se colocaron cambios semiautomaticos, detectores de muñones calientes, de objetos arrastrando y de excesos de dimensiones.

## Territorio
Ferrosur opera una red de más de 2,600 km de vía, a través de los cuales interconecta hacia el Norte y Occidente del país con Kansas City Southern de México (KCSM) y con Ferrocarril Mexicano (FERROMEX), y en los estados de Veracruz y Oaxaca con el Ferrocarril del Istmo de Tehuantepec (FIT) hacia la península de Yucatán y el estado de Chiapas. 
La línea trocal del sureste, está integrada por las divisiones 
- Mexicano y
- Veracruz-Coatzacoalcos al Istmo (VCI)

con una longitud total de vías de 1,565 km y 
aunado a esto, Ferrosur cuenta con 
derecho de paso en 206 km por el ferrocarril del Istmo de Tehuantepec así como con 
la concesión en el ferrocarril de Oaxaca y en el de Puebla.

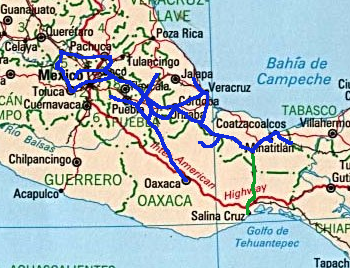
Mapa de la red de Ferrosur en el sur de México.

Atiende importantes centros industriales de producción y consumo en los estados de 
México (y la Zona metropolitana del valle de México), 
Puebla, 
Tlaxcala, 
Hidalgo,
Oaxaca, y
Veracruz.
Comunica a la Ciudad de México con los puertos más importantes del sureste mexicano como son 
Veracruz, 
Coatzacoalcos y 
Salina Cruz 
constituyéndose como el principal aliado de estos puertos para comunicarlos con el resto del país y promover el comercio nacional e internacional.

### Ferrocarril del Istmo de Tehuantepec
El 19 de mayo de 2023, las fuerzas armadas mexicanas se apropiaron de tramos férreos pertenecientes a Ferrosur en Veracruz. 
Los 127 km de vía son necesarios para uno de los megaproyectos del sexenio del presidente Andrés Manuel López Obrador (AMLO), el Corredor Interoceánico del Istmo de Tehuantepec, ya que contiene el tramo entre Medias Aguas y Coatzacoalcos.
El Presidente de la República dijo que ocurrió "para evitar el riesgo de una futura privatización de los ferrocarriles y como una cuestión de seguridad nacional e interés público". 
El secretario de Gobernación Adán Augusto López Hernández, dijo que la acción fue discutida previamente con Grupo México y la calificó de “ocupación temporal”.
El presidente López Obrador durante una conferencia de prensa mañanera el día 24 de mayo, afirmó que "se va a llegar a un acuerdo, espero, pero no es dinero. Es permiso de paso y revisión de concesiones sobre las mismas vías que están en poder de Grupo México". 
El presidente López Obrador planteó que Grupo México pagara una cuota por el derecho de paso por las vías reapropiadas, y en cambio el gobierno, a través de las empresas del Corredor Interoceánico y el Tren Maya, pagaría su parte a Ferrosur para usar las vías dirigidas al puerto de Veracruz.
Al final, en la noche del 31 del mes, se llegó a un acuerdo bajo el cual, como el presidente López Obrador había planteado, la concesión entregada por el gobierno a Ferrosur que incluía a estas vías fue extendida por ocho años, de tal forma que durará hasta el 2056, y en cambio Ferrosur cubrirá la cuota por el derecho de paso. 
La empresa del Ferrocarril del Istmo de Tehuantepec, perteneciente al gobierno federal, será responsable de los costos de operación y mantenimiento, y de las condiciones de seguridad en las vías reapropiadas.

## Material rodante

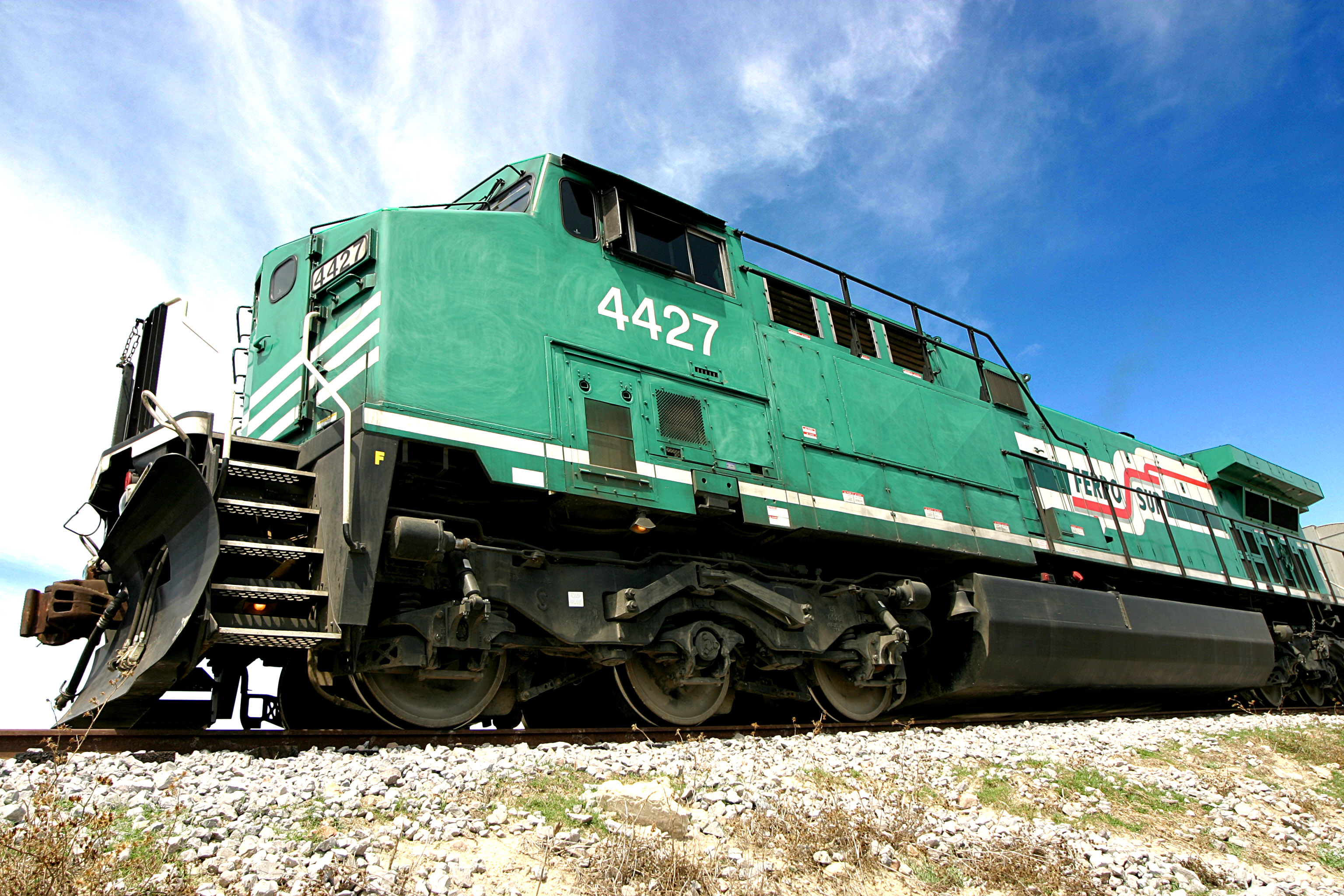
Locomotora GE AC4400CW.

Cuando Ferrocarriles Nacionales de México desapareció, Ferrosur se quedó con la gran mayoría de locomotoras GE que actualmente sigue en servicio, estas son algunas de sus locomotoras:
- GE Super 7R (14092-14098)
- GE Super 7N (14501-14526)
- GE B23-7 (9100, 10000, 12000)
- GE U23B (9102)
- GE Rebuilt SF30C (9521-9530)
- GE U36C (9336)
- GE C30-7 (6756-11120)
- GE AC4400CW (4400-4437)
- GE AC4400CW ex Ferromex (4535-4549)
- GE ES44AC (4700-4722)
- GE ES44ACI (4826-4837)